# آق‌کول (آق‌توبه)
آق‌کول (به قزاقی: Aqkol) یک منطقهٔ مسکونی در قزاقستان است که در استان آق‌تپه واقع شده‌است. آق‌کول ۲۳۶ متر بالاتر از سطح دریا واقع شده‌است.